# Рудное (Свердловская область)
Рудное (Рудная слобода) — село в Ирбитском муниципальном образовании Свердловской области России. Основано в 1628 году как поселение Ницинского железоделательного завода, действовавшего в 1630—1699 годах. В окрестностях находится ботанико-гидрологический природный памятник — озеро Поваренное.

## География
Село Рудное находится в 38 километрах к северо-западу от города Ирбита (по автомобильной дороге — 43 километра), на левом берегу реки Ницы, в 1 километре выше устья правого притока реки Кокуйки. Рядом с селом проходит автодорога Алапаевск — Ирбит.
В окрестностях села расположены многочисленные озера-старицы и ботанико-гидрологический природный памятник — озеро Поваренное. Оно образовалось на месте затопленного карьера. Озеро подковообразной формы. В нём произрастают редких видов растений – кувшинка, кубышка.

## История села
Основано в 1628 году на месте, где в 1622 году житель Туринского острога Пантелейко Тентюков нашел железную руду.
Согласно раскопкам в селе, возможно, было налажено производство солеварения в XVII веке.

### Ницинский железоделательный завод
В 1629 году боярским сыном Иваном Шульгиным построены первые на Урале доменная печь, и в 1630 году на Ницинском казенном железоделательном заводе была получена первая продукция — 63 пудов чистого железа, из найденной болотной железной руды, из которого были сделаны 20 пищалей, 2 якоря, гвозди. Для плавки руды использовался сыродутный способ производства железа. При нагревании в небольших печах-домницах руда превращалась в вязкую массу, включавшую в себя шлак и уголь. Полученное сыродутное железо проковывалось молотом и очищалось от примесей. На заводе, просуществовавшем до 1699 года, действовали 4 сыродутные печи, производя железо в крицах весом 400-500 пудов. Полученная продукция во время весеннего половодья сплавлялась в Тобольск.

### Крестовоздвиженская церковь
В 1915 году была перестроена из часовни каменная, однопрестольная церковь, освящённая в честь Воздвижения Креста Господня. Крестовоздвиженская церковь была закрыта в 1930 году.

## Население
| 2002 | 2010 | 2021 |
| ---- | ---- | ---- |
| 393  | ↘386 | ↘297 |